# Momondo
momondo este un motor de căutare gratuit de tip metasearch, prezent în 35 de țări, care compară prețurile pentru bilete de avion, hoteluri și închirieri auto. Site-ul a fost lansat în România în anul 2012. momondo nu vinde nimic, ci oferă o imagine a prețurilor și ofertelor disponibile la data efectuării unei căutări, redirecționând vizitatorii către furnizorul cu cel mai mic preț pentru a finaliza rezervarea.
Pe lângă tehnologia din spatele motorului de căutare, momondo pune la dispoziția utilizatorilor și povești și sfaturi de călătorie în cadrul secțiunii Inspirație. 

## Istoric
În Aprilie 2011, momondo și Skygate, compania care a dezvoltat tehnologia pentru motorul de căutare, au fost achiziționați de compania Britanico-Americană Cheapflights Media Ltd (acum Momondo Group Ltd).  momondo continuă să opereze ca o companie independentă.
În 2014, Momondo Group a vândut un pachet majoritar de acțiuni către fondul privat de investiții Great Hill Partners. 
În Mai 2016, a fost anunțat că Momondo Group a înregistrat venituri de 30 de milioane de dolari în primele 3 luni ale anului, momondo contribuind cu 60% din această sumă. 

## Premii
În 2010, revista Travel + Leisure a numit momondo cel mai bun site de turism pentru a găsi zboruri ieftine. 
Frommer’s a inclus momondo pe primul loc în cadrul listei “Top 10 motoare de căutare pentru zboruri”. 
În cadrul Travolution Awards, momondo a primit premiul pentru Cel mai Bun Meta Search, atât în 2014 , cât și în 2015. 
momondo a fost foarte apreciat de presă la nivel global: în cadrul articolului “Top Travel Websites For Planning Your Next Adventure” din Forbes, momondo a fost numit drept “unul dintre cele mai bune site-uri pentru a găsi oferte de călătorie și motorul de căutări cu una dintre cele mai intuitive interfețe pentru utilizatori.”  De asemenea, The New York Times a lăudat site-ul pentru abilitatea sa de a găsi “combinații de zboruri pe care nu le mai vezi nicăieri altundeva”. 